# Riedelia curviflora
Riedelia curviflora là một loài thực vật có hoa trong họ Gừng. Loài này được Daniel Oliver miêu tả khoa học đầu tiên năm 1883.

## Phân bố
Loài này được tìm thấy trong khu vực quần đảo Maluku (đảo Buru). Schumann (1904) cho rằng loài này có khu vực phân bố rộng hơn, ngoài khu vực quần đảo Maluku còn bao gồm cả đảo New Guinea (Andai, Sattelberg, dãy núi Bismark, sông Ramu), quần đảo Aru (đảo Voka), các đảo Bougainville và San Cristobal (Makira) trong quần đảo Solomon. Plants of the World Online (2020) cũng ghi nhận loài này có tại Maluku, New Guinea, quần đảo Solomon. Tuy nhiên, điều này có thể là sự gộp lẫn của cả Riedelia lanata.
Mẫu vật điển hình: J.G.F. Riedel s.n. do Johann Gerard Friedrich Riedel (1832-1911) thu thập trên đảo Buru.